# Tumor de cèl·lules germinals
Un tumor de cèl·lules germinals (TCG) és una neoplàsia derivada de cèl·lules germinals. Els tumors germinals poden ser cancerosos o benignes. Les cèl·lules germinals solen produir-se a l'interior de les gònades (ovari i testicle). Els TCG que s'originen fora de les gònades poden ser defectes de naixement derivats d'errors durant el desenvolupament de l'embrió.

## Classificació
Els TCG es classifiquen segons la seva histologia, independentment de la ubicació del cos. Es divideixen àmpliament en dues classes:
- Els tumors germinomatosos o seminomatosos de cèl·lules germinals (TCGG, TCGS) inclouen només el germinoma, el disgerminoma i el seminoma.
- Els tumors de les cèl·lules germinals no germinomatosos o no seminomatosos (TCGNG, TCGNS) inclouen tots els altres tumors de cèl·lules germinals, purs i mixtes. Inclouen el teratoma, el coriocarcinoma, el gonadoblastoma, el poliembrioma, el carcinoma embrional.